# Halsbandmineermot
De halsbandmineermot (Stephensia brunnichella) is een vlinder uit de familie van de grasmineermotten (Elachistidae). De wetenschappelijke naam is gepubliceerd in 1767 door Linnaeus.
De soort komt voor in Europa.